# Ivan Galuşco
Ivan Galuşco (* 16. Juli 2002) ist ein moldauischer Leichtathlet, der sich auf den Sprint spezialisiert hat.

## Sportliche Laufbahn
Erste internationale Erfahrungen sammelte Ivan Galuşco im Jahr 2019, als er bei den U18-Balkan-Meisterschaften in Istanbul in 51,69 s den vierten Platz im B-Lauf über 400 Meter belegte. Im Jahr darauf wurde er bei den U20-Balkan-Meisterschaften ebendort in 50,49 s Siebter im A-Lauf über 400 Meter und 2021 gelangte er bei den U20-Balkan-Hallenmeisterschaften in Sofia mit 49,63 s auf den sechsten Platz. Im Juni belegte er bei den U20-Balkan-Meisterschaften in Istanbul in 22,04 s den fünften Platz im B-Lauf über 200 Meter und anschließend vertrat er Moldau bei der 3. Liga der Team-Europameisterschaft in Limassol über 400 Meter sowie in der 4-mal-100- und 4-mal-400-Meter-Staffel. Im Jahr darauf wurde er bei den Balkan-Meisterschaften in Craiova in 47,30 s Siebter im B-Lauf über 400 Meter und gelangte im 200-Meter-Lauf mit 21,64 s auf den zweiten Platz im C-Lauf. 2023 wurde er bei der 2. Liga der Team-Europameisterschaft im Rahmen der Europaspiele in Chorzów in 47,45 s Vierter im B-Lauf über 400 Meter und gelangte mit der Mixed-Staffel mit 3:29,66 min auf den sechsten Platz im B-Lauf. Anschließend schied er bei den U23-Europameisterschaften in Espoo mit 48,01 s in der ersten Runde über 400 Meter aus, ehe er bei den World University Games in Chengdu mit 21,56 s und 47,81 s jeweils im Vorlauf über 200 und 400 Meter ausschied. Im Jahr darauf wurde er bei den Balkan-Hallenmeisterschaften in Istanbul in 49,14 s Vierter im C-Lauf und bestritt daraufhin keinen Wettkampf mehr in diesem Jahr. 2025 kam er bei der 3. Liga der Team-Europameisterschaft in Maribor über 200 und 400 Meter sowie in der Mixed-Staffel zum Einsatz. Anschließend wurde er bei den Balkan-Meisterschaften in Volos in 21,57 s Vierter im C-Lauf über 200 Meter und erreichte über 400 Meter mit 47,24 s Rang vier im B-Lauf. Zudem belegte er mit der Mixed-Staffel in 3:33,17 min den vierten Platz.
2022 wurde Galuşco moldauischer Meister im 200-Meter-Lauf sowie 2022 und 2025 über 400 Meter. Zudem wurde er 2021 Hallenmeister über 400 Meter sowie 2025 im 60-Meter-Lauf.

## Persönliche Bestzeiten
- 200 Meter: 21,41 s (+0,3 m/s), 25. Juni 2025 in Maribor
  - 60 Meter (Halle): 7,04 s, 22. Februar 2025 in Chișinău
  - 200 Meter (Halle): 22,77 s, 7. Februar 2021 in Chișinău
- 400 Meter: 47,05 s, 24. Juni 2025 in Maribor
  - 400 Meter (Halle): 49,14 s, 10. Februar 2024 in Istanbul